# Haidt (Kleinlangheim)
Haidt (bis 1875 Haidt m.Stephansberg) ist ein Gemeindeteil des Marktes Kleinlangheim im unterfränkischen Landkreis Kitzingen.

## Geografische Lage
Das Dorf Haidt liegt im Nordwesten des Kleinlangheimer Gemeindegebietes. Im Norden beginnt mit Düllstadt die Gemeinde Schwarzach am Main. Nordöstlich befindet sich Atzhausen, während sich im Südosten Kleinlangheim befindet. Südlich liegt Großlangheim, im Westen schließt sich Hörblach, ebenfalls ein Schwarzacher Ortsteil, an.
Nächstgelegene größere Städte sind das etwa 9 Kilometer entfernte Volkach und Kitzingen in ungefähr 8 Kilometer Distanz.
Im Süden der Haidter Gemarkung beginnt das Naturschutzgebiet Sande am Tannenbusch bei Kleinlangheim. Es stellt das Standortmosaik aus Feuchtwiesen, Sandmagerrasen und Sandgrasheiden unter Schutz.

## Geschichte
Im Jahr 788 wurde „Heyde“, wie es damals genannt wurde, das erste Mal in den Quellen erwähnt. Der Name des Ortes geht auf die Lage an der Hochterrasse des Mains zurück. Der sprechende Name verweist auf das nahe Heideland. Haidt lag am alten Heerweg zwischen Würzburg und dem Zisterzienserkloster in Ebrach. Zum Ende des Mittelalters kam das Dorf 1502 in den Besitz der Ansbacher Markgrafen. 
Zusammen mit dem Weiler Stephansberg bildete Haidt bis zum Jahr 1978 eine kleine Gemeinde, sie ging mit der kommunalen Neuordnung in der neugeschaffenen Gemeinde Kleinlangheim auf.

## Sehenswürdigkeiten
Haidt weist ein typisch fränkisches Bauernhaus des frühen 19. Jahrhunderts als sehenswertes Baudenkmal auf.

## Bildung
Haidt liegt heute im Sprengel der Grundschule im Hauptort Kleinlangheim. Ab der 5. Klasse besuchen die Kinder die Nikolaus-Fey-Mittelschule in Wiesentheid. Weiterführende Schulen können mit der Mädchenrealschule in Volkach und mit der Realschule in Dettelbach besucht werden. Gymnasien gibt es in Münsterschwarzach (Egbert-Gymnasium), Volkach-Gaibach (Franken-Landschulheim Schloss Gaibach), Wiesentheid (Steigerwald-Landschulheim) und Kitzingen (Armin-Knab-Gymnasium).